# Johann Paul Langermann
Johann Paul Langermann (* 14. Dezember 1716 in Hamburg; † 27. Oktober 1752 ebenda) war ein deutscher Jurist und Numismatiker.

## Leben
Langermann entstammte einer in Hamburg seit dem 16. Jahrhundert verbreiteten patrizischen Familie. Er war ein Sohn des Senators David Langermann (1667–1737) und dessen Frau (und Cousine) Magdalene, geb. Langermann, einer Tochter des Senators Diedrich Langermann (1645–1693). Lorenz Langermann (der Ältere) war sein Urgroßvater, Lorenz Langermann (der Jüngere) sein Großonkel und Johann Lorenz Langermann sein Onkel.
Von 1721 bis 1726 wuchs er im Schloss Ritzebüttel auf, als sein Vater Amtmann über das Hamburgische Amt Ritzebüttel war. Ab 1727 besuchte er die Gelehrtenschule des Johanneums, die er zu Michaelis 1736 abschloss. In den folgenden zwei Jahren erhielt er Privatstunden zur Vorbereitung auf das Studium, unter anderem bei Hermann Samuel Reimarus. Ab Michaelis 1739 studierte er Rechtswissenschaften an der Universität Halle; 1740 wechselte er an die Universität Leipzig. Daneben befasste er sich mit numismatischen Studien. 1744 machte er eine Studienreise in die Niederlande. Am 18. Juni 1744 wurde er an der Universität Leiden zum Dr. iur. promoviert.
Langermann kehrte im September 1744 nach Hamburg zurück. Hier praktizierte er als Anwalt. 1747 begann er mit der Herausgabe seines Lebenswerks Hamburgisches Münz- und Medaillenvergnügen, das in 80 Lieferungen erscheinen sollte. Als Vorlage diente ihm die von Johann David Köhler im Jahr 1729 herausgegebenen und wöchentlichen erschienenen Münzbelustigungen. Die Illustrationen fertigte Franz Nikolaus Rolffsen. Doch schon im Oktober 1752 starb Langermann an einer Brustkrankheit. Sein Freund Christian Hartmann vollendete die Ausgabe 1753 nach Langermanns Notizen.

## Schriften
- (posthum) Hamburgisches Münz- und Medaillen-Vergnügen: oder Abbildung und Beschreibung Hamburgischer Münzen und Medaillen; welchem ein Verzeichniß gedruckter Hamburgischer Urkunden, Documente und anderer Briefschaften auch nöthige Register beygefüget worden. Hamburg: Piscator 1753 (Digitalisat)